# APS-95
APS-95(クロアチア語：Automatska Puška Samokres 訳：1995 サモクレス型自動小銃1995年)1995年にクロアチアのアルマ・グルパの子会社であるコンチャルアルマ D.O.O.にて開発されたAKをベースとする自動小銃である。

## 開発
当時のクロアチア軍は東側の7.62×39mm弾を使用するM70を使用していた。旧世代的な7.62×39mm弾から5.56×45mm弾を使用する自動小銃に更新したいと考えていた。クロアチア独立戦争時にクロアチアは南アフリカのガリルのコピーであるベクター R4を輸入し一定数配備し始めており、その性能の高さから自国で独自に開発・生産することを決定した。
APS-95は1993年頃に部分的にクロアチア軍に採用されたが予算の問題でごく少数の配備に留まった。

## 構成
APS-95はクロアチア独立戦争中に使用されたベクター R4をベースに開発されておりマガジンも同様の35連のものを使用する。レシーバーはベクター R4と異なりプレス加工で製造されており重量を削減し、費用・製造効率が向上している。セレクターは右側面にダストカバーとセーフティーを兼ねた大型セレクターがあり、グリップ左側面に小型の親指操作可能セレクターがあるベクター R4と同様のレイアウトだがフルオートはR(Rafalno)、セミオートはP(Pojedinacno)、セーフティーはZ(Zakoceno)に表記が変更されている。銃床ほベクター R4およびガリルのものをそのまま流用している。
ハンドガードはプラスチック製の独自形状のものを取り付けており、左右から挟み込むモナカ構造のような形で分解および組み立てができる。グリップも独自形状でより角度が大きくフィンガーチャネルを備えたものを取り付けている。
APS-95の1番の特徴はレシーバーカバー上部に位置するキャリングハンドルを兼ねた1.5倍光学照準器である。キャリングハンドル内部には従来の通常アイアンサイトが備わっており2種類を使い分けることができる。